# Katolički školski centar Sv. Josip, Sarajevo
Katolički školski centar Sv. Josip Sarajevo je rimokatolički školski centar u Sarajevu. 
Nalazi se na Banjskom brijegu (Mejtaš), u sklopu objekta gdje su i crkva Kraljice sv. Krunice i samostan redovnica pripadnica reda Kćeri Božje ljubavi. KŠC Sv. Josipa je u zgradi nekadašnjeg Zavoda sv. Josipa. U sastavu Katoličkog školskog centra djeluju četiri škole: Osnovna škola, Područna osnovna škola (Stup), Opća-realna gimnazija i Srednja medicinska škola. Sjedište KŠC-a je na adresi Mehmed-paše Sokolovića 11, Sarajevo. On je prvi ovakav centar u Sarajevu. Promicatelj katoličkog školstva u BiH, pomoćni vrhbosanski biskup mons. dr. Pero Sudar, u ime Vrhbosanske nadbiskupije je nešto poslije otvorio katoličke školske centre u Tuzli, Zenici, Konjicu, Travniku, Žepču, Bihaću i Banjoj Luci.
Područna škola na Stupu osnovana je u ulici Vitomira Lukića 1, kod župnog ureda i crkve Uznesenja BDM.
Ova, kao i ostale katoličke škole u BiH nije vjerska škola, nego višenacionalna i multikonfesionalna škola, a jedna trećina učenika u njoj nisu niti Hrvati niti katolici. U nazivu Katoličkih školskih centara stoji da su "škole za Europu". U KŠC Sv. Josip je do proljeća 2014. godine maturiralo blizu 2000 učenika.